# 南載漢
南 載漢（ナム・ジェハン、朝鮮語: 남재한/南載漢、1928年12月30日 - ）は、大韓民国の陸軍軍人、実業家、政治家。第10代韓国国会議員。本貫は英陽南氏、号は東平（トンピョン、동평/東平）。カトリック教徒。

## 経歴
日本統治時代の江原道（現・慶尚北道）蔚珍郡出身。慶熙大学校政治外交学科、陸軍大学卒業。陸軍保安部隊処長、中央情報部捜査局長・支部長等を務めた。政界入りした後は民主共和党中央委員、維新政友会所属国会議員・行政次長、韓国国民党蔚珍・盈徳・青松地区党委員長を務めた。そのほか電動産業代表社長、ファソ商家株式会社代表理事会長、ヨンウン奨学会理事、民主自由党政策諮問委員、民族中興会常任運営兼事務次長、大韓民国憲政会理事を務めた。2022年8月26日にはソウルで開かれた書画展に参加し、2023年1月27日には大峙洞生涯学習館にて催された甲種将校創設記念式典に参加した。